# コスラエ語
コスラエ語（コスラエご、またはコシャエ語）は、ミクロネシア連邦のコスラエ島で話されている言語。コスラエ島では日常語としてコスラエ語が使われているが、公用語として英語も使われている。ただし、コスラエ島は1つの島で行政単位のコスラエ州を構成しているため、年輩の女性などの中にはコスラエ語以外を解さない住民も多い。
言語としては比較的簡単な部類と言われる。不規則な変化や活用は少ない。時制もなく、文脈から判断する。
日本語を語源とする単語も多数ある。(例：自動車、一等、野球、100メートル、がんばれ)